# Juancho E. Yrausquin Airport
Juancho E. Yrausquin Airport is het enige vliegveld op het eiland Saba in Caribisch Nederland.
Het is een gevaarlijk vliegveld, omdat aan de ene kant hoge rotsen zijn, aan de andere kant de startbaan eindigt met een hoge klif in zee en piloten last kunnen hebben van stevige windvlagen. De startbaan is slechts 400 meter lang. Het vliegveld is officieel gesloten maar mag met speciale toestemming van de autoriteiten worden gebruikt en kan alleen worden aangedaan met kleine vliegtuigen, zoals de Twin Otter. Winair voert dagelijks meerdere vluchten uit naar de buureilanden. De vlucht naar Princess Juliana International Airport op Sint Maarten neemt 12 minuten in beslag.

## Geschiedenis
De aanleg van een vliegveld op Saba werd niet mogelijk geacht. Rémy de Haenen, een piloot uit Saint-Barthélemy was het niet met die conclusie eens. Een terrein op Flat Rock werd geëgaliseerd en De Haenen landde op 9 februari 1959 zijn vliegtuig onder toeziend oog van het grootste gedeelte van de bevolking van Saba.
De overheid van Saba verbood De Haenen om nog een keer te landen, maar tijdens de verkiezingen van 1962 werd het gebrek aan een vliegveld een belangrijk punt. Na de verkiezingen werd begonnen met de constructie van het vliegveld. Op 8 september 1963 werd het Juancho E. Yrausquin Airport geopend, genoemd naar de Arubaanse politicus Juancho Irausquin, die een belangrijke rol had gespeeld bij de aanleg en voor de opening was overleden.

## Maatschappijen en bestemmingen
- Winair (naar Sint Eustatius, Saint Kitts en Sint Maarten)
- Anguilla Air Services en Winair (chartervluchten naar Anguilla)

## Galerij

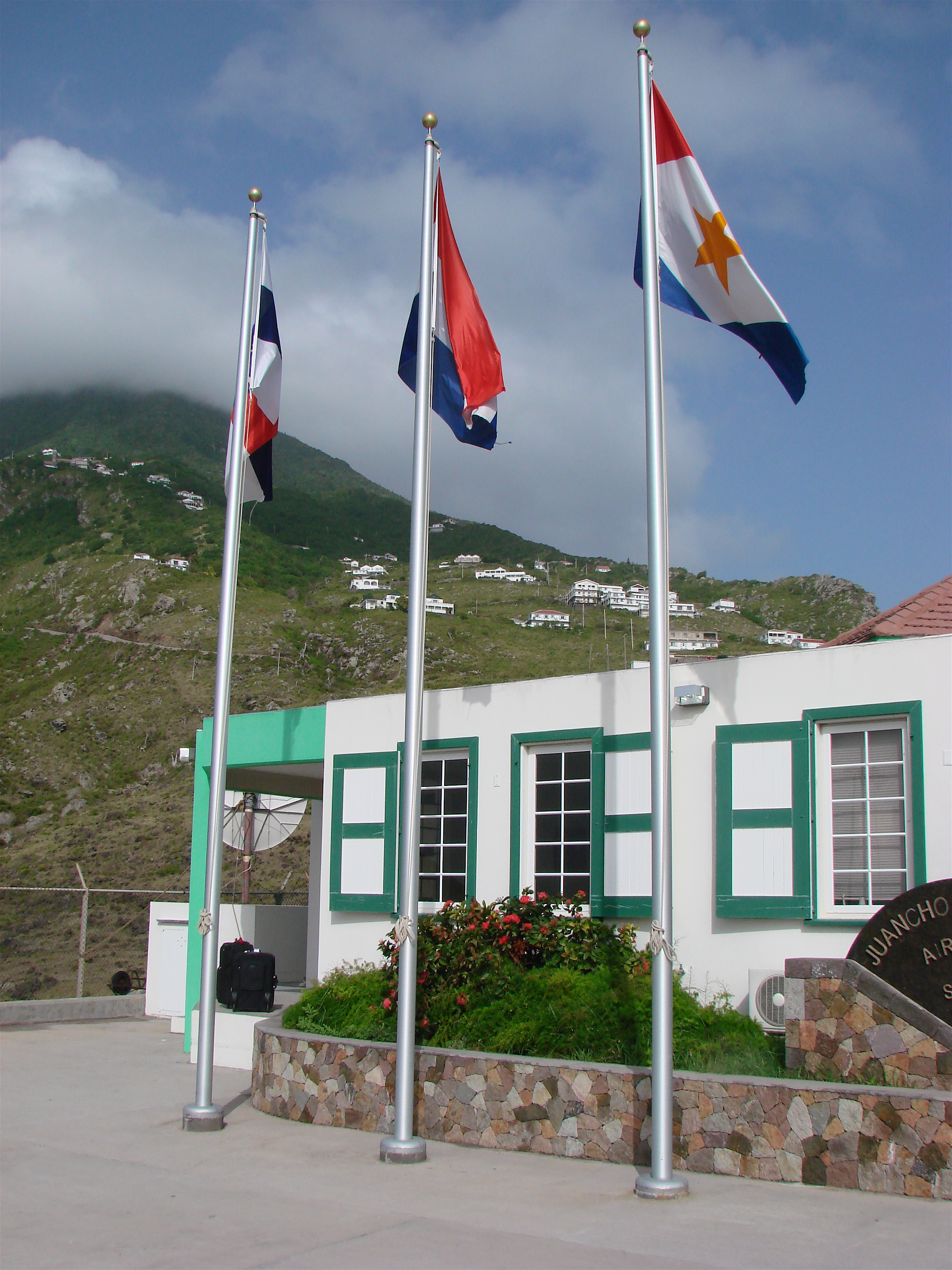
Het hoofdgebouw
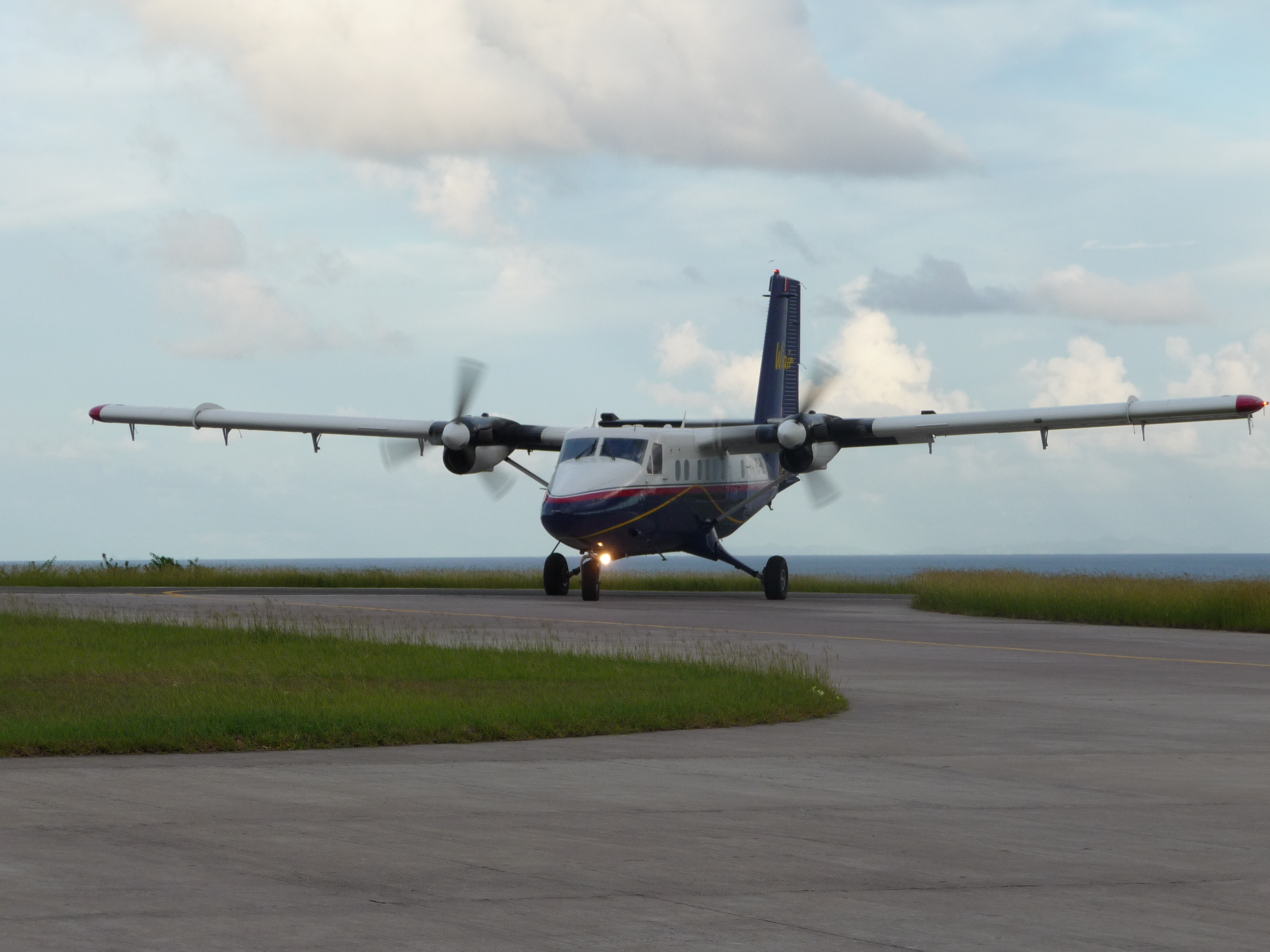
Vliegtuig op Juancho E. Yrausquin Airport